# Benoît Benoni-Auran
Pour les articles homonymes, voir Benoni (homonymie) et Auran.
Benoît Auran, dit Benoni-Auran, né le 13 décembre 1859 à Monteux (Vaucluse), où il est mort le 25 janvier 1944, est un peintre provençal.

## Biographie

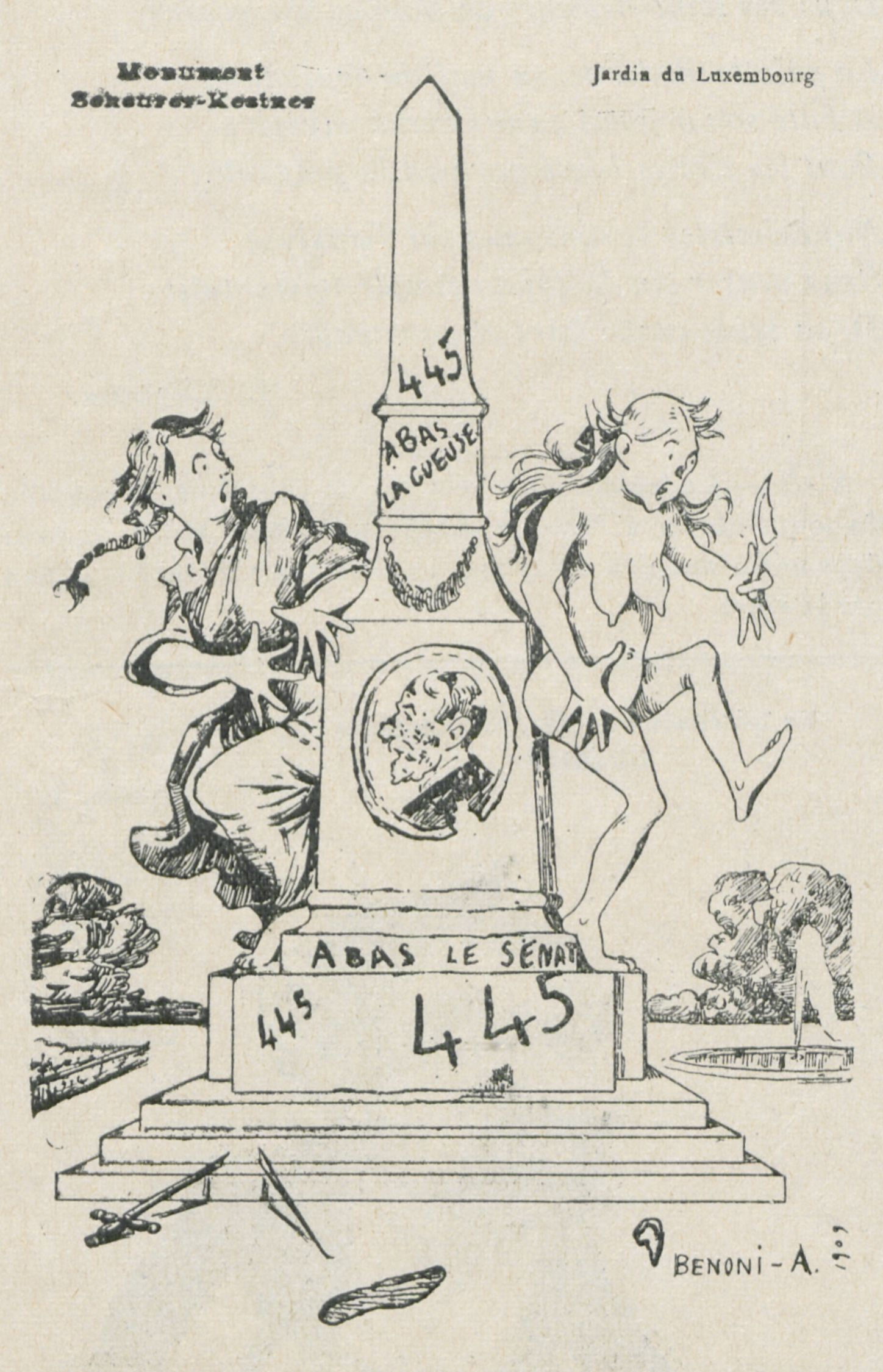
Carte postale de 1909 au sujet des actes de vandalisme royalistes et antidreyfusards commis contre le monument à Scheurer-Kestner.

Après des études au séminaire de Sainte-Garde à Saint-Didier (Vaucluse), où il apprend le dessin auprès de Pierre Laplanche, Benoît-Marie Auran se perfectionne dans l'art pictural au contact des artistes Jules Laurens, Némorin Cabane et Léonce de Seynes.
Entré à l’École des beaux-arts d'Avignon, il y devient l'élève de Pierre Grivolas et remporte une bourse de voyage. Soutenu par Jules Laurens, il est admis vers 1881 aux Beaux-Arts de Paris et rejoint l'atelier de Cabanel. En 1888, il entre à l'atelier Lavastre et collabore à l'exécution des peintures murales du dôme central de l'exposition de 1889.
Benoni-Auran se fait remarquer au Salon des artistes français. Sociétaire du Salon des indépendants, membre du jury du Salon d'automne, il a été également membre du Comité de placement au Salon des indépendants et de la Société des Félibres. En 1921, il est récompensé par le prix Marie Bashkirtseff.
Interrogé en 1912 sur le cubisme, il déclare : « Les cubistes ? [...] mais ils n'ont rien inventé. Ils dessinent suivant les premiers principes d'école. [...] Ils veulent simplifier le dessin. C'est un beau désir. Mais simplifier à l'excès, c'est revenir aux principes, et je trouve que c'est insuffisant [...] Je crois que ces artistes, que j'estime, se trompent ».
Fils du militant royaliste Gabriel Auran (1827-1909), Benoni-Auran est lui-même membre du mouvement royaliste et antisémite de l'Action française. Il dessine pour cette cause des caricatures publiées sous forme de cartes postales et dans la revue satirique Le Coup de fouet d'Armand Hubert. L'une de ces cartes postales célèbre l'acte de vandalisme antidreyfusard commis dans la nuit du 3 au 4 mars 1909 par des « camelots du roi » contre le monument de Scheurer-Kestner au jardin du Luxembourg.

## Œuvres
On doit à Benoni-Auran des scènes d'intérieur, des marines, des paysages, des portraits ainsi que des peintures décoratives. Nombre de ses œuvres sont exposées dans les salles de l'Hôtel de Ville de Monteux.

### Parmi ses œuvres
- La promenade au Parc, huile sur toile de 1910,
- Les Quais de la Seine à Paris, huile sur toile[7].
- Bergers Dans Les Calanques De Piana, Corse, huile sur toile
- Le port de Riberon
- Le vieux port de Marseille
- Le Transbordeurs
- Portraits de mon père et de ma grand-mère

| Tableau | Titre                           | Date               | Dimensions     | Notes                                                             | Lieu de conservation                             |
| ------- | ------------------------------- | ------------------ | -------------- | ----------------------------------------------------------------- | ------------------------------------------------ |
|         |                                 |                    |                |                                                                   |                                                  |
|         | 14 tableaux religieux           | entre 1899 et 1901 | 385 x 230      | objets à l'Inventaire général du patrimoine culturel, depuis 1991 | chapelle Notre-Dame du chêne, à Sablé-sur-Sarthe |
|         | Madame Beauverie prenant le thé | 1910               | 35 × 27 cm     | huile sur toile                                                   |                                                  |
|         | Scène de Rivière                | 1916               |                | huile sur toile                                                   |                                                  |
|         | Personnages dans un parc        | 19630              | 73,5 x 54,5 cm | huile sur toile                                                   |                                                  |
|         |                                 | 1930               |                | huile sur toile                                                   |                                                  |